# 里德·亞歷山大
里德·亞歷山大（英語：Reed Alexander，1994年—）是美國的一位演員。他出生在佛羅里達州。他曾經出演電視劇威爾與格蕾絲。

## 外部連結
- 里德·亞歷山大在互联网电影资料库（IMDb）上的資料（英文）